# Musikjahr 1749
Liste der Musikjahre

◄◄ | ◄ | 1745 | 1746 | 1747 | 1748 | Musikjahr 1749 | 1750 | 1751 | 1752 | 1753 | ► | ►►

Weitere Ereignisse
Dieser Artikel behandelt das Musikjahr 1749.

## Ereignisse
- 07. Januar: Johann Adolph Hasse wird zum neuer Oberkapellmeister in Dresden.
- 20. April: Niccolò Jommelli wird per Dekret zum Maestro coadiutore (Vizekapellmeister) der Cappella Giulia am Petersdom ernannt, wo er am 1. Januar des folgenden Jahres seinen Dienst antreten soll.
- 21. April: Im Vergnügungspark Vauxhall Gardens in London findet die öffentliche Generalprobe für die Aufführung der Feuerwerksmusik von Georg Friedrich Händel statt. Das Orchester umfasst 57 Musiker, bestehend aus 24 Oboen, 12 Fagotten, 9 Hörnern, 9 Trompeten und 3 Paar Kesselpauken. Die Probe findet vor 12.000 Zuschauern statt, die sogar die London Bridge verstopfen.
- 27. April: Zur Feier der Beendigung des Österreichischen Erbfolgekriegs durch den Aachener Frieden lässt der britische König George II. im Londoner Green Park ein Feuerwerk veranstalten. Die anlässlich des Ereignisses uraufgeführte Feuerwerksmusik von Georg Friedrich Händel wird mit Begeisterung aufgenommen.
- 22. April: In Paris wird zur Feier des Aachener Friedens die Pastorale héroïque Naïs von Jean-Philippe Rameau uraufgeführt; das Libretto schrieb Louis de Cahusac.
- Die Kompositionen Et incarnatus est und der unvollendet gebliebene Contrapunctus XIV aus der Kunst der Fuge sind die letzten Handschriften von Johann Sebastian Bach, die spätestens zur Jahreswende 1749/50 abgeschlossen werden.
- In Madrid wird ein handschriftlicher Sammelband mit 41 Cembalosonaten von Domenico Scarlatti angelegt, der für seine Schülerin, die spanische Königin Maria Barbara bestimmt ist (sogenannter „Band XV“ der heute in der Biblioteca Nazionale Marciana in Venedig befindlichen 15-bändigen Sonatensammlung). Die genaue Entstehungszeit der Sonaten ist nicht bekannt.[1]
- Luigi Boccherini erhält seinen ersten Musikunterricht im Seminario di San Giovanni in Lucca, wo er von 1749 bis 1753 Schüler sein wird.

### Opern und andere Bühnenwerke

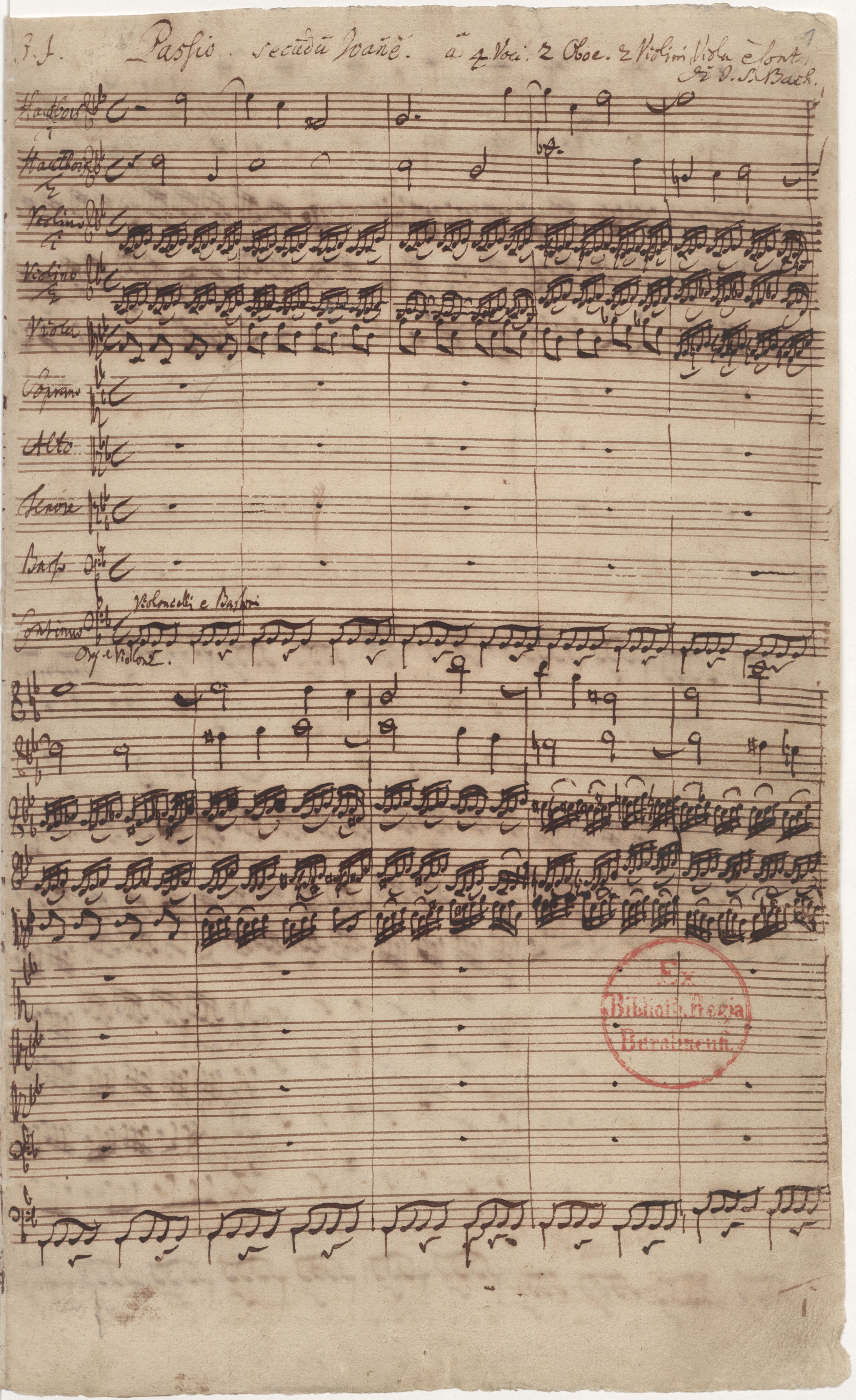
Originalmanuskript der ersten Seite der Johannespassion von Johann Sebastian Bach

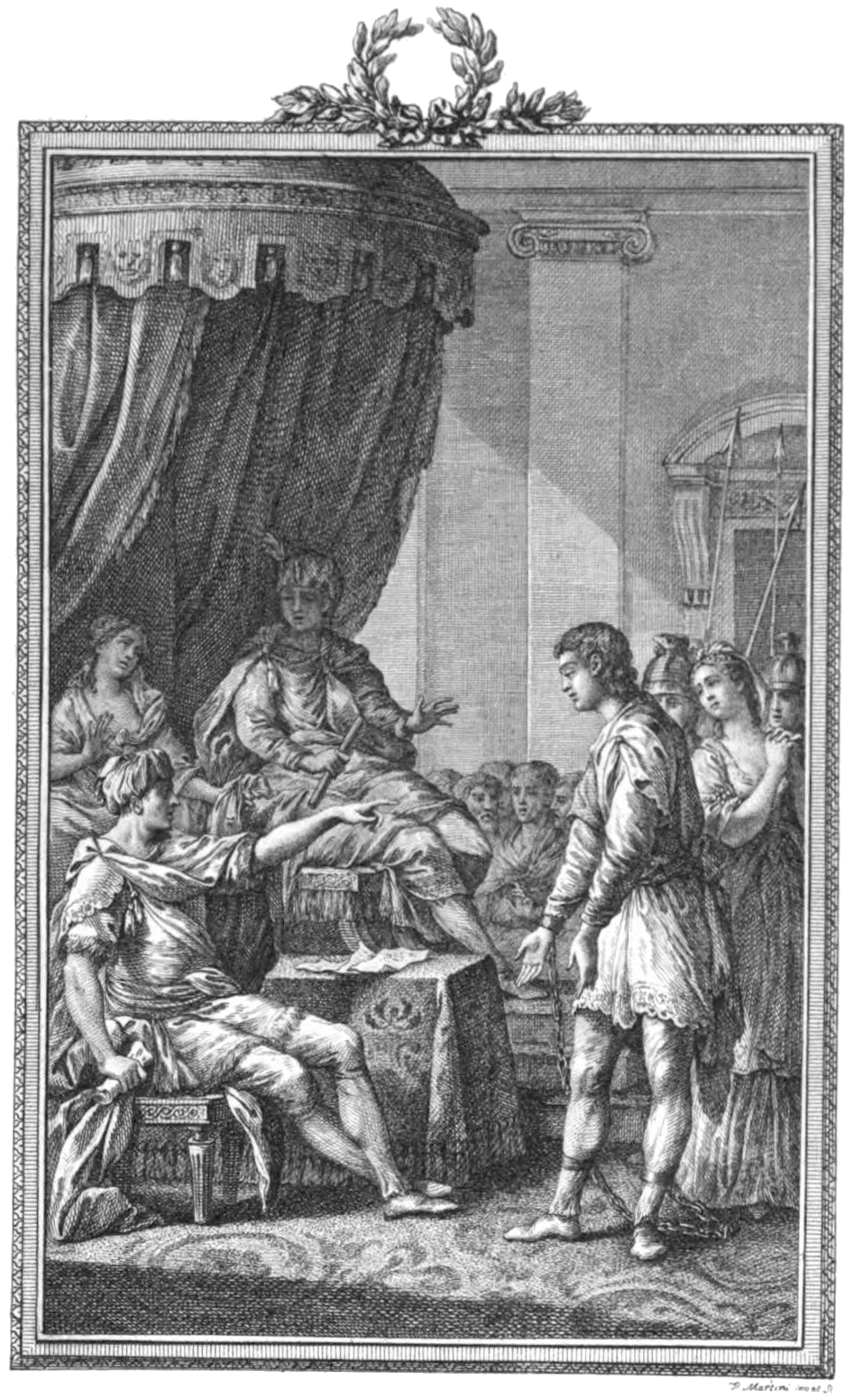
Metastasio - Artaserse, 2. Akt, 11. Szene „Io condanno il mio figlio: Arbace mora“

- 27. Januar: Die Uraufführung der Oper Artaserse von Baldassare Galuppi auf das Libretto von Pietro Metastasio findet am neu eröffneten Theater nächst der Burg am Michaelerplatz in Wien statt.
- 04. Februar: Die Uraufführung der ersten Fassung der Oper Artaserse von Niccolò Jommelli, ebenfalls basierend auf Pietro Metastasios Libretto, findet am Teatro Argentina in Rom statt.
- 23. September: Le carnaval du Parnasse, ballet-héroïque von Jean-Joseph Cassanéa de Mondonville wird in Paris uraufgeführt.
- 05. Dezember: Weltpremiere von Rameaus Tragédie lyrique Zoroastre, wiederum über ein Libretto von de Cahusac, an der Académie royale de musique in Paris (die Oper wird 1756 für eine Wiederaufführung überarbeitet).
- Baldassare Galuppi – L'Arcadia in Brenta, opera buffa
- José de Nebra – El mágico Apolonio

### Kirchenmusik

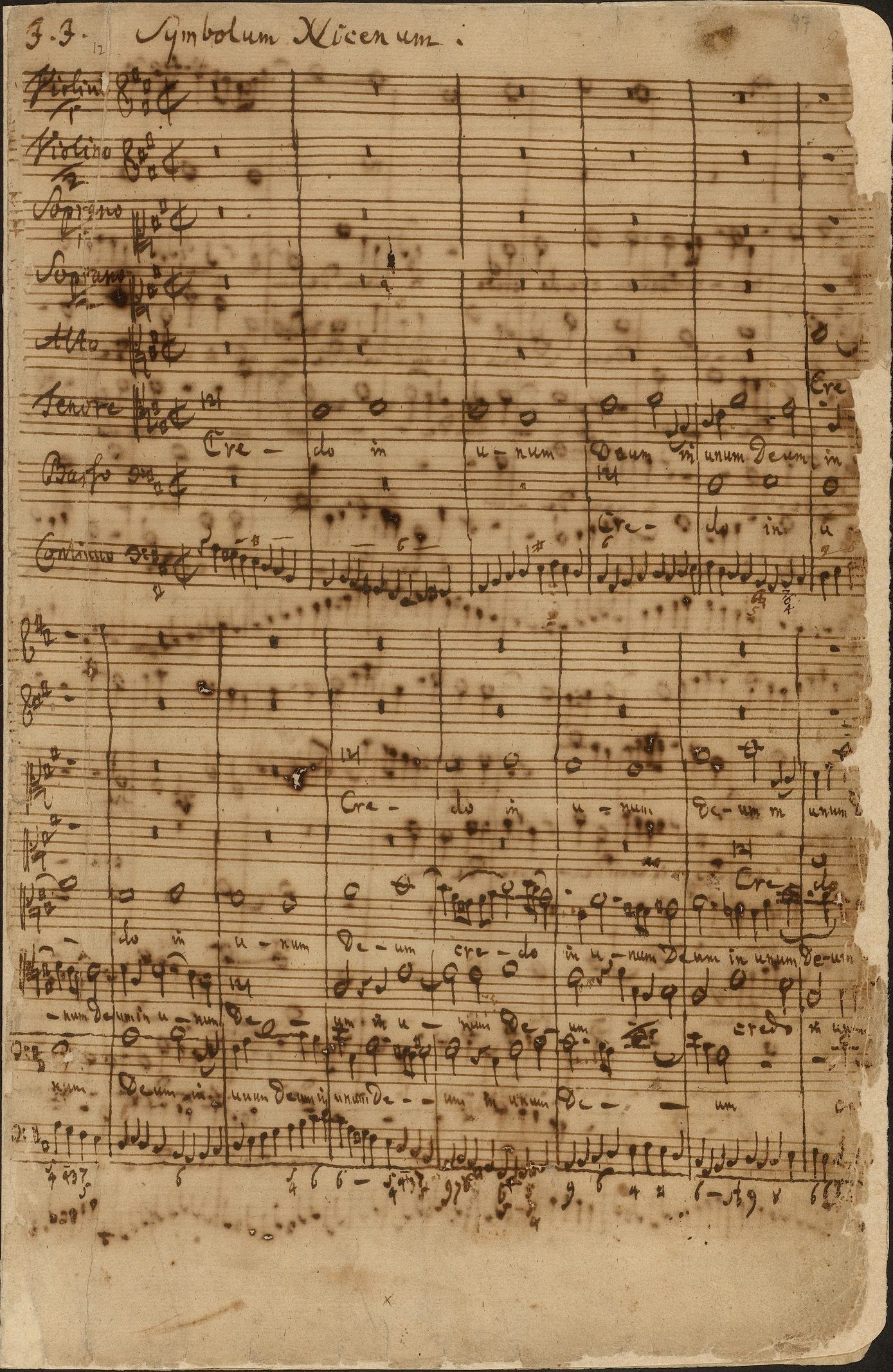
Messe in h-Moll von Johann Sebastian Bach, Originalmanuskript der ersten Seite des Credo

- 10. Februar: Das Oratorium Susanna von Georg Friedrich Händel wird am Theatre Royal in Covent Garden in London uraufgeführt.
- 04. März: Johann Sebastian Bach dirigiert zum letzten Mal seine Johannespassion (BWV 245) mit einigen textlichen und instrumentalen Veränderungen in der Nikolaikirche in Leipzig. Dabei benutzt er zum ersten Mal das Kontrafagott als Continuo-Instrument.
- 17. März: Das Oratorium Solomon von Georg Friedrich Händel wird am Theatre Royal in Covent Garden in London uraufgeführt.
- 1748/1749 erweitert Johann Sebastian Bach seine h-Moll-Messe um Credo, Sanctus und Agnus Dei durch vereinzelte Neukompositionen, größtenteils aber durch parodierende Umarbeitungen vorhandener Sätze aus seinen Kantaten. Wahrscheinlich im Dezember stellt Johann Sebastian Bach die finale Version seiner Messe fertig.
- Um 1749 komponiert Joseph Haydn, der noch Sängerknabe in Wien ist, seine Missa brevis F-Dur. Haydn hat die Messe wahrscheinlich für sich selbst und seinen Bruder Michael Haydn komponiert, beide sind Solisten bei den Sängerknaben.
- Mit seinem Magnificat (Wq 215) bewirbt sich Carl Philipp Emanuel Bach für die Nachfolge seines schwer erkrankten Vaters Johann Sebastian Bach als Thomaskantor in Leipzig. Neuer Thomaskantor wird jedoch Johann Gottlob Harrer, der Kapellmeister des Grafen von Brühl aus Dresden.

### Populärmusik
- Charles Wesley – Soldiers of Christ, Arise (Choral)

## Geboren

### Geburtsdatum gesichert
- 22. Februar: Johann Nikolaus Forkel, deutscher Organist und Musikhistoriker († 1818)
- 23. Februar: Elisabeth Mara, deutsche Opernsängerin († 1833)
- 10. März: Lorenzo da Ponte, italienischer Dichter und Librettist († 1838)
- 11. April: Johann Emanuel Samuel Uhlig, deutscher Strumpfwirker und Organist († 1822)
- 15. April: Johann Gottfried Schöner, deutscher Pfarrer, Pietist und Lieddichter († 1818)
- 05. Mai: Jean-Frédéric Edelmann, elsässischer Cembalist und Komponist, Revolutionär († 1794)
- 15. Juni: Georg Joseph Vogler, deutscher Komponist, Organist, Priester, Musikpädagoge und Musiktheoretiker († 1814)
- 20. September: Johann Leonhard Walz der Jüngere, deutscher evangelischer Pfarrer und Kirchenlieddichter († 1817)
- 08. Oktober: Rosalie Levasseur, französische Sopranistin und Opernsängerin († 1826)
- 17. Dezember: Domenico Cimarosa, italienischer Opernkomponist († 1801)

### Genaues Geburtsdatum unbekannt
- Marija Woinowna Subowa, russische Komponistin und Sängerin († 1799)

## Gestorben

### Todesdatum gesichert

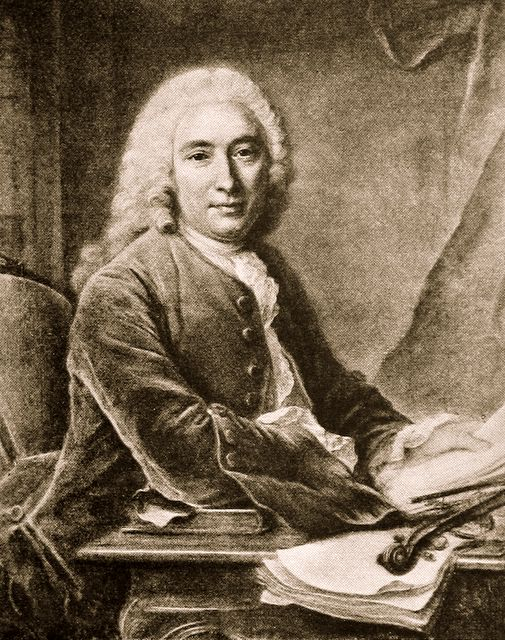
Andre Cardinal Destouches; † 3. Februar

- 03. Februar: André Cardinal Destouches, französischer Komponist (* 1672)
- 12. Februar: Valentin Ernst Löscher, deutscher lutherischer Theologe und Kirchenlieddichter (* 1673)
- 10. Mai: Johann Samuel Ehrmann, deutscher Hofkapellmeister (* 1696)
- 23. Mai: Joachim Wagner, deutscher Orgelbauer (* 1690)
- 26. Mai: Johann Georg Fincke, deutscher Orgelbauer des thüringischen Barock (* um 1680)
- 11. Juni: Johann Bernhard Bach der Ältere, deutscher Komponist (* 1676)

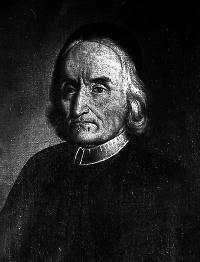
Francesco Antonio Bonporti; † 19. Dezember

- 07. August: Daniel Gottlieb Treu, deutscher Violinist und Komponist (* 1695)
- 26. Oktober: Louis-Nicolas Clérambault, französischer Komponist und Violinist (* 1676)
- 15. November: Johann Christoph Wiegleb, deutscher Orgelbauer (* 1690)
- 19. November: Carl Heinrich Biber, deutscher Violinist und Komponist (* 1681)
- 27. November: Gottfried Heinrich Stölzel, deutscher Kapellmeister, Komponist und Musiktheoretiker (* 1690)
- 19. Dezember: Francesco Antonio Bonporti, italienischer Priester, Violinist und Komponist (* 1672)
- 22. Dezember: Johann Balthasar Reimann, deutscher Kantor, Organist und Komponist (* 1702)

### Genaues Todesdatum unbekannt
- Johann Ernst Galliard, deutscher Oboist, Organist und Komponist (* 1687)